# Кастракенско езеро
Кастракенското езеро (на гръцки: Λίμνη Καστρακίου) е вторият по ред голям язовир в Гърция на река Ахелой, след Кремаста. Изграждането му завършва през 1969 г. Намира се в близост до Стратос (Яница).
На него има също така изградена ВЕЦ, доставяща електричество към националната електрическа мрежа на Гърция. 